# Sean Pappas
Sean Pappas (Phalaborwa, 19 februari 1966 – 7 juni 2015) was een Zuid-Afrikaans golfprofessional, die actief was op de Sunshine Tour.

## Loopbaan
In 1990 werd Pappas een golfprofessional en speelde op de Nationwide Tour, van 1991 tot 1993. Hij behaalde daar geen grote successen waardoor hij terugkeerde naar Zuid-Afrika en speelde anno 1993 op de Southern Africa Tour, dat in 2000 vernoemd werd tot de Sunshine Tour.
In februari 1993 behaalde hij zijn eerste profzege door het Hollard Ins. Royal Swazi Sun te winnen nadat hij de play-off won van Ernie Els. In het volgende decennium behaalde Pappas nog vier golftoernooien en de laatste toernooizege dateert van oktober 2000 waar hij het Bearing Man Highveld Classic won.
Zijn laatste volledige golfseizoen op de Sunshine Tour was in 2002.
Pappas overleed in 2015 aan een hartaanval op 49-jarige leeftijd.

## Prestaties

### Professional
Sunshine Tour
| Nr. | Datum            | Toernooi                     | Score           | Score | Info                          |
| --- | ---------------- | ---------------------------- | --------------- | ----- | ----------------------------- |
| 1   | 21 februari 1993 | Hollard Ins. Royal Swazi Sun | 71+64+69+68=272 | –16   | Won de play-off van Ernie Els |
| 2   | 1994             | Highveld Classic             | 206             | –10   |                               |
| 3   | 15 november 1996 | Lombard Tyres Classic        | 68+68+68=204    | –12   | [ 2 ]                         |
| 4   | 12 april 1997    | Kalahari Classic             | 67+73+69=209    | –7    | [ 3 ]                         |
| 5   | 1 oktober 2000   | Bearing Man Highveld Classic | 68+67+65=200    | –16   | [ 4 ]                         |

Overige
- twee zeges op de NGA Hooters Tour